# Guido Bellido
Pour les articles homonymes, voir Bellido.
Guido Bellido Ugarte, né le 7 août 1979, est un homme d'État péruvien. Membre de Pérou libre, il est président du Conseil des ministres du 29 juillet au 6 octobre 2021.
Alors qu’il est novice en politique, il est élu membre du Congrès en avril 2021, sous l’étiquette du parti marxiste-léniniste Pérou libre. Trois mois plus tard, il est nommé président du Conseil des ministres par le nouveau président de la République, Pedro Castillo.
Ses déclarations jugées élogieuses sur la guérilla communiste du Sentier lumineux conduisent à l’ouverture d'une enquête judiciaire à son encontre. Il est également critiqué pour des propos homophobes et sexistes.
Deux mois après sa nomination, il démissionne de la présidence du Conseil, affaibli par des enquêtes fiscales à son encontre et de multiples controverses avec ses ministres.

## Situation personnelle

### Origines
Guido Bellido naît dans une famille paysanne quechua le 7 août 1979.

### Formation et carrière
Effectuant ses études à l’université nationale de Saint Antoine l'Abbé à Cuzco, il est titulaire d'une licence en génie électronique et d'une maîtrise en sciences économiques, avec une spécialisation en gestion publique et développement régional. Il devient ensuite ingénieur électronique.

## Parcours politique

### Débuts
Jusqu'en 2018, il est membre du parti Arriba Peru Adelante, dont il est représentant légal. Il rejoint ensuite le parti marxiste-léniniste Pérou libre, en devenant le secrétaire général régional à Cuzco.

### Élection au Congrès
Lors des élections législatives d’avril 2021, il est élu au Congrès de la République en tant que membre de Pérou libre.

### Président du Conseil
Le 29 juillet 2021, Guido Bellido est nommé président du Conseil des ministres par Pedro Castillo, le nouveau président de la République, dont la candidature était soutenue par Pérou libre. La nomination de Bellido suscite de vives critiques, aussi bien en raison de son inexpérience politique que de ses propos sur le Sentier lumineux, le tout dans un contexte particulièrement polarisé, quelques semaines après une élection présidentielle très serrée,,.
Guido Bellido démissionne de la tête du gouvernement le 6 octobre 2021, après seulement 69 jours au pouvoir. Il était critiqué pour ses confrontations répétées avec des ministres et le président de la République, pour des enquêtes judiciaires, le possible vote d’une motion de censure contre le ministre du Travail Iber Maravi, ainsi que pour une agression verbale contre une députée,. Bellido affirme ne pas connaître les raisons de sa démission, qui résulte selon lui d'une demande de Castillo. L’ancienne présidente par intérim du Congrès Mirtha Vásquez, membre du Front large et classée plus à droite que Bellido, devient présidente du Conseil le même jour.

## Prises de position et controverses

### Accusations d’apologie du terrorisme
(août 2021).
Le texte peut changer fréquemment, n’est peut-être pas à jour et peut manquer de recul. 
Le titre et la description de l'acte concerné reposent sur la qualification juridique retenue lors de la rédaction de l'article et peuvent évoluer en même temps que celle-ci.
En mai 2021, le Bureau du procureur contre le terrorisme ouvre à son encontre une enquête pour « apologie du terrorisme », à la suite d'un entretien donné par Bellido à un média local le mois précédent dans lequel il défendait les membres de la guérilla communiste du Sentier lumineux, partie prenante au conflit armé péruvien : « Le pays était dans un état désastreux en 1980. Des Péruviens ont pris le mauvais chemin. Sont-ils des Péruviens, oui ou non ? Ils ont des droits. Qu'avez-vous contre les membres du Sentier ? ». En 2017, sur les réseaux sociaux, Bellido avait également rendu hommage à Edith Lagos, une guérillera du Sentier lumineux morte en 1982 dans des combats avec des agents des forces de l'ordre. Cependant, devenu membre du Congrès le 26 juillet 2021, Guido Bellido bénéficie d’une immunité parlementaire, ce qui le place à l’abri des poursuites judiciaires,.

### Propos homophobes et misogynes
Sur les réseaux sociaux, Guido Bellido tient à plusieurs reprises des propos homophobes. En particulier, il attaque des personnalités politiques en raison de leur homosexualité, partage des déclarations homophobes de Fidel Castro, dénonce un « agenda pro-gay », le tout en se référant à son engagement à l’extrême gauche,. Il se montre également misogyne et transphobe. Cependant, une fois nommé président du Conseil des ministres, il promet de lutter contre les discriminations de ce type.